# Trencaneu
Trencaneu (en anglès: Snowpiercer; en coreà:설국열차; caràcters xinesos: 雪國列車; RR: Seolgungnyeolcha) és una pel·lícula d'acció de ciència-ficció sud-coreana del 2013 basada en la novel·la gràfica francesa Le Transperceneige de Jacques Lob i Jean-Marc Rochette. La pel·lícula fou dirigida per Bong Joon-ho, Kelly Masterson i escrita per Bong i Kelly Masterson. La pel·lícula suposà el debut en llengua anglesa de Bong; aproximadament un 80% de la pel·lícula va ser filmada en anglès. La pel·lícula fou doblada i subtitulada al català. Fou produïda amb un pressupost de 40 millions de dòlars americans, sent la producció sud-coreana més cara de la història.

## Repartiment
- Chris Evans com a Curtis Everett

El líder de la revolució. Forma part de l'arquetip messiànic com Jesucrist. Evans digué sobre el personatge que interpreta: "Vull dir, per a mi, la secció de la cua és, crec que és Curtis. Crec que això és el que ell és. La secció de la cua és dura; és esgotadora; és dura; és real. Així és que allí és on he gaudit més. Allà enrere." Els directors de la selecció d'actor suggeriren Evans a Bong, qui inicialmente tenia idees equivocades sobre Evans abans que es van conèixer a causa de la "caricatura de l'americà fet tot de múscul", però ràpidament canvià de parèixer i descriví Evans com a "[…] ell de fet és molt sensible i té un costat callat i introvertit. És una persona molt molt intel·ligent, i és un director." Bong introduí les pel·lícules Puncture i Sunshine on ell descriví l'actuació d'Evans com una mostra de les seues "habilitats sensibles d'actuació". Bong i Evans passaren mesos parlant sobre el diàleg, i Bong va rebré ajuda per part del repartiment inclòs Evans a causa que és la primera pel·lícula en llengua anglesa que fa. Bong digué que per al paper de Curtis, amagar el físic muscular d'Evans fou allò més difícil respecte treballar amb l'actor. I així s'explicà Bong, "Se suposa que ell està a la secció dels pobres durant 17 anys, menjant solament blocs de proteïnes, i fou difícil amagar tota aquella musculatura amb les disfresses i el maquillatge." Sobre l'assumpte de si es va sorprendre per la resposta dels aficionats, Evans digué: "M'he sorprès per tot allò sobre la pel·lícula. Cada pel·lícula que fas, esperes que la gent la gaudisca, però aquesta pel·lícula ha sobrepassat totes les meues expectatives."
- Song Kang-ho com a Namgoong Minsu

Ell és l'especialista que dissenyà els elements de seguretat del tren. Respecte agafar el paper, Song digué: "Aquesta fou la tercera vegada que he treballat amb el director Bong, i treballar amb el director Bong és una experiència magnífica. […] esta vegada, treballar amb els magnífics membres del repartiment fou una experiència tremenda." Descrivint Nam, Bong digué, "Ell estableix el final, perquè ell té una visió del món que molt diferent de la de Curtis. Ell té un desig d'anar fora del tren." Sobre el nom del personatge, Bong contà que "estava cercant un nom que fóra el més difícil de pronunciar per als estrangers. Namgoong ... és difícil. Hi ha alguns acudits a la pel·lícula relacionats amb el nom." Kang-ho interpreta un dels únics personatges que parlen coreà, i encara que siga difícil i sorprenent, ell expressà, "[…] però alhora, fou molt revitalitzant i divertit de fer."
- Tilda Swinton com a la Ministra Mason

Ella és la mà dreta del Ministre Wilford, la segona al comandament del tren i ha sigut la representat de Wilford durant els últims 17 anys. Sobre el personatge, Swinton digué: "Mason és un constructe bastant monstruós així que sentirem que tractàvem amb extrems, però la veritat era que nosaltres no devíem anar tan lluny. Mita Hitler amb els seus cabells tenyits de negre i Gaddafi amb medalles fetes a mà a la seua jaqueta." Swinton es preparà per al paper estudiant fent pallassades dels polítics a través de la història, i Mason és, en paraules de Swinton, "una completa mescla de fragments de tots els polítics pallassos monstruosos i maníacs." Swinton afegí que el personatge és una mescla de Margaret Thatcher, Coronel Gaddafi, Adolf Hitler i Silvio Berlusconi. L'accent de Lancashire que Swinton utilitza està basat en algú de la seua vida primerenca que tenia l'accent i per a ella "fou un exemple primerenc d'autoritat". Tilda i Bong es van conèixer al Festival de Canes quan la pel·lícula We Need to Talk About Kevin estava sent reproduïda i ambdós vulgueren treballar junts. En un principi, Mason era un home de mitjana edat pacífic, així que Bong ho canvià i oferí el paper a Swinton. Bong afegí, "Al principi vaig parlar a John C. Reilly sobre interpretar a Mason." Sobre l'aparença de Mason, Bong afirmà, "Tilda de fet volgué portar l'aparença més enllà i vaig haver de tirar-la enrere. En aquell moment ella volia realment transformar-se ella mateixa i veure's diferent de com es veia abans. Jo estava totalment a favor. Òbviament hi hagué quelcom que començà tota l'aparença." Swinton afegí, "Mentre estàvem actuant tinguérem eixes idees, com fantàstics pits oscil·lants […] I a Jamie Bell li encantà vestir-ho per suposat. Tenim una foto d'ell. La foto grupal inclou a Bell portant els pits de Mason." Bong fou inspirat per una foto que Ondrej Nekvasil trobà d'una senyora dins el Museu Nacional d'Història Natural, i li la mostrà a Tilda, a qui "li encantà"
- Jamie Bell com a Edgar

El segon al comandament de Curtis. Respecte agafar el paper, Bell digué: "La raó per la qual vaig voler ser part de la pel·lícula fou per allò que el director Bong havia de dir sobre ella; fou la seua visió que portà a la taula i vaig pensar que allò que defenia era important per a mi." Quan li preguntaren sobre les interpretacions que foren executades de manera diferent de cara la pantalla respecte el guió, el guionista Masterson afirmà, "[Bell] és molt picardiós i entremaliat com a Edgar, el qual no havia previst del seu personatge. Això pot ser siga com Jamie." and of his performance, "I think [Bell]'s performance, a lot of it is improvised, and quite brilliantly." Sobre relacionar-se amb el personatge, Bell digué, "Jo mateix vinc d'un ambient de classe baixa. Hi havia una mentalitat de que havia de superar alguna cosa i posar-me a prova a mi mateix. Així, d'una manera Edgar és molt paregut, ell genuïnament no té res i és l'inferior de la gent inferior."
- Octavia Spencer com a Tanya

Una mare determinada a recuperar el seu fill. La pel·lícula és la primera vegada que Spencer treballa al gènere de la ciència-ficció. Spencer ha descrit a Bong com a "un auteur" i ha expressat tristesa respecte la proposta de l'estudi de fer talls a la pel·lícula. Respecte el simbolisme de la base històrica de les referències, Bong digué, "Quan el personatge [d'Spencer] està sent apallisat pel soldat, es pretén recordar a la gent, d'alguna manera, l'incident de Rodney King." El missatge de la pel·lícula, digué Spencer, és que "Tots estem coberts de fum i brutícia des d'anys i anys de no netejar-nos i partícules a l'aire, i tots tenim el mateix color de pell si t'hi fixes."
- Ewen Bremner com a Andrew

Un pare desesperat amb el desig únic de voler protegir el seu fill.
- John Hurt com a Gilliam

El líder espiritual de la secció de la cua. Sobre el personatge de Gilliam, Hurt digué, "Ell certament és imprecís, però ho és per una raó. Malgrat que no estic totalment convençut de quina és eixa raó," afegint, "[…] fins on Gilliam està preocupat, ell creu en l'statu quo, però ell es veu a si mateix com un autèntic humanitari. Vull dir, literalment ha donat les seues extremitats a aquesta gent." Hurt afirmà que el paper de Gilliam fou físicament un repte, perquè, "[…] el fet que jo tenia una cama nugada al meu darrera, intentar trontollejar per allí amb aquestes crosses gens fàcils d'utilitzar. […] i haver d'aparentar com a que he estat fent-ho durant anys." També reconegué els ànims de Bong perquè hi haguera col·laboració entre els membres del repartiment i els tècnics per a "interpretar coses com nosaltres vulguem, com vejam que queda bé" també com afegint indicacions per a l'actuació. Hurt digué de Bong, "M'he enamorat d'ell. Ha sigut fantàstic. No havia vist res. No havia vist Mother ni res, el qual immediatament vaig fer quan vaig arribar a la meua llar. Vaig anar-hi, 'Wow, aquest és el tipus amb el qual estava parlant.' Gràcies a Déu l'instint m'ha deixat completament. El vaig adorar aleshores, el vaig adorar des d'aquell moment." També havia afegit abans, "Ell és bastant diferent però tècnicament és tan enginyós com Hitchcock. Això ja és dir. […] Ell és un dels millors directors amb els quals he treballat. Absolutament adore treballar amb ell."
- Ed Harris com al Ministre Wilford

El creador i mantenidor del motor. És l'arquetip de científic boig. Dustin Hoffman fou considerat per al paper. Sobre el personatge, Harris digué, "Està tan ben format, qui és aquest tipus, i aleshores hi ha aquesta gran cosa oberta, i ell és solament aquest home vell fent el sopar amb la seua bata posada, però el director Bong realment volia que ell fóra tan prosaic i molt mundà, i simple, i del tipus raret d'eixa manera." També afegí que el personatge és "probablement una coagulació de diverses persones". El paper de Wilford fou l'últim que es va donar, i fou el cineasta amic i company Park Chan-Wook qui suggerí Harris per al paper. Respecte agafar el paper de Wilford, Harris mencionà, "Quan m'enviaren el guió, em digueren que Bong era un director coreà, i que ell havia fet altres pel·lícules, però mai n'havia vist cap d'elles […] i vaig pensar que eren pel·lícules meravellosament aconseguides, el qual realment em va fer voler treballar amb ell. Sóc un gran fan d'ell." Harris lloà molt a Bong, especialment la seua tendència d'editar la part mentre filmaven. Des del llançament de la pel·lícula, Bong ha revelat informació de rerefons del personatge, com que és bisexual, "S'ha gitat amb Claude, Cap d'Ou, Mason i la professora embarassada. Així i tot, el seu Únic és el Motor." Tyler John Williams fa del Wilford jove.
- Go Ah-sung com a Yona

La filla de disset anys de Namgoong Minsoo. Sobre el nom del personatge, Go ha dit que, "[Bong] no podia pensar en cap nom per a Yona; tan sols la deixà com a "la xica inuit." Li vaig donar un àlbum de Nastyona, i ell digué "Açò és!", afegint, "També queda bé amb la figura bíblica de Jonàs [pronunciat com Yona en algunes llengües, incloent la llengua coreana] i tingué un sentiment encertat al respecte." Ella afegí que parlava amb un accent que és una mescla dels Estats Units d'Amèrica, Filipines i l'Índia, i parlà a Ewen Bremner, un altre membre del repartiment, per demanar-li consell en la seua pronunciació de l'aglès. Respecte el rerefons de Yona, Bong revelà que, "La mare de Yona fou la líder de la revolució dels Set Congelats - perquè era una inuit. Ella confià en que suportaria el fred. Malgrat tot, ella eixí massa prompte."
- Luke Pasqualino com a Grey

El guardaespatlles de Gilliam, un guerrer muscular, àgil, ràpid que és traçut amb els ganivets. Respecte agafar el papaer de Grey, Pasqualino digué, "Vaig treballar amb el repartiment dels meus somnis i [Bong] qui crec francament que és un geni. Em sent amb molta bona sort i privilegiat que m'hagen donat l'oportunitat [...]" Grey té diversos tatuatges, cadascun pareix tindre una història específica, incloent el nom de Gilliam a la part del cor del pit. Després del llançament de la pel·lícula, Bong revelà informació de rerefons del personatge: "Hi ha relacions homosexuals entre hòmens. Gilliam i Grey pareixen una parella amb una gran diferència d'edat. Gilliam és algú qui Grey admira profundament, per descomptat, però ningú podia imaginar que ells dormen junts també. I Gilliam envia Grey a per Curtis."
A més, Alison Pill apareix com a mestra del tren Snowpiercer; Vlad Ivanov com a Franco el Major, un dels seguidors de Mason; Adnan Hasković com a Franco el més Jove, un executor de l'exèrcit dirigit per Mason; Clark Middleton com al Pintor, qui és sovint vist dibuixant altres passatgers o esdeveniments clau fent una crònica visual de la vida i mort de la classe baixa; Emma Levie com a Claude, qui potser té una relació amb Wilford; Tómas Lemarquis com a Cap d'Ou, un dels agents de Wilford que ajuda durant la massacre de l'Any Nou; Steve Parc com a Fuyu, un assistent regimentat de Mason; i Paul Lazar com a Paul, un dels rebels a l'exèrcit de Curtis. Els creadors de la novel·la gràfica, Jean-Marc Rochette i Benjamin Legrand, fan aparicions a la pel·lícula.

## Producció

### Desenvolupament
El 2006, la companyia de producció Park, Moho Film, va adquirir els drets de la història original de Snowpiercer per a Bong, i el 2007 els drets de la història van ser estesos. El primer esborrany del guió fou completat el 15 de setembre de 2010, i el desembre, el segon esborrany del guió fou completat i modificat. El 4 d'octubre de 2010, Bong, mentre estava al Festival Internacional de Cinema de Vancouver, havia tingut inicialment la idea de filmar la pel·lícula al Canadà a causa que allí tenien "[…] una gran infraestructura per a fer pel·lícules, i immigrants coreans estan molt involucrats en la indústria del cinema." Bong volia un estudi de cinema amb un espai d'entre 75 i 100 metres de llarg per a contindre quatre vagons de tren connectats junts. L'equip de producció viatjà a Europa per a cercar-ne i acabà amb dos opcions: Barrandov Studios a la República Txeca i Korda Studios a Hongria. L'agost de 2011, un productor txec contractat per l'equip de producció començà les negociacions amb dos estudis de cinema per la disponibilitat; Barrandov Studios fou elegit de moment com a l'estudi per a la pel·lícula i al proveïdor del servei de producció.
El 18 de gener de 2012, Kelly Masterson fou contractada per a reescriure el guió abans que anara a producció a causa que Bong havia llegit el guió de l'obra basada en Before the Devil Knows You're Dead i estar imprès amb la tonalitat d'obscuritat i l'agudesa en la història. Bong i Masterson havien tingut originalment la visió d'una història romàntica per al protagonista; així i tot descartaren la idea en els subseqüents esborranys del guió. El 8 d'octubre de 2013, al Festival Internacional de Cinema de Busan, Bong tingué en compte el repte d'adaptar tal història per a ser adequada amb les limitacions aparents del cinema, per a les quals calia ometre certes escenes de la novel·la gràfica, "[…] havia de capturar eixa història llarga en una pel·lícula de dos hores, així que en compte de llevar escenes del còmic, solament vaig reescriure tota la història perquè cabera en eixe límit de temps."
El 13 de gener de 2012, Chris Evans començà a negociar per a aparèixer a la pel·lícula, i fou més tard quan es confirmà que seria el personatge principal masculí. El 17 de gener de 2012, es confirmà que Tilda Swinton i Jamie Bell estaven parlant sobre unir-se al projecte. Swinton va conèixer a Bong per primera vegada al Festival de Cannes del 2011, quan ella pensava que no volia fer més pel·lícules, una decisió que pren després de cada pel·lícula: "I eixa única condició en la qual jo faria una altra pel·lícula és que he de passar-m'ho bé. Així que començarem a jugar amb la idea de què ens faria gaudir al respecte". Bong i Swinton experimentaren amb les veus, gestos i l'aparença general del personatge de Mason. El 18 de gener de 2012, es confirmà que John Hurt estaria al repartiment, amb Hurt dient, "Tots els membres de la pel·lícula es refereixen a [Bong], amb gran reverència, com al 'Director Bong'. M'agrada el fet que estic treballant per al Director Bong." El 2 de febrer de 2012, Octavia Spencer s'uní al repartiment del projecte de Bong amb el paper d'una "passatgera del tren que s'uneix a la revolta per a salvar el seu fill". Ed Harris parlà sobre el seu amor cap a les pel·lícules de Bong Joon-ho i volgué treballar amb ell, "Vull fer açò. No m'importa què em demane fer perquè ell és un director molt bo." El 27 de febrer de 2012, Ewen Bremner s'uní al repartiment. El 3 d'abril de 2012, es confirmà que Luke Pasqualino s'havia unit al repartiment.
Bong contà que requerí de quatre anys per a desenvolupar el projecte, amb uns tres anys addicionals per a produir amb Park. Ell digué: "Hui, sent que he superat una malaltia terrible, com si cèl·lules canceroses hagueren ocupat el meu cos durant eixe temps". També expressà interès en fer pel·lícules més xicotetes en el futur.

### Filmació
Bong filmà la pel·lícula amb una pel·lícula de 35mm en un ràtio d'aspecte de relació 1.85:1. El 3 d'abril de 2012, la fotografia principal havia començat oficialment a Praga (Txèquia) als estudis Barrandov Studios als cardans en els estadis de so interconnectats seus després que la filmació preparatòria a la producció va ocórrer a finals de març, amb un pressupost pròxim a 42 milions de dòlars, el qual és el pressupost de pel·lícules amb inversors coreans més gran. L'agost de 2011 es determinà l'estudi i la localització de la filmació i a l'octubre d'eixe mateix any, Bong i el seu equip de producció es traslladaren a Txèquia. Des de novembre de 2011 fins l'abril de 2012, els membres clau dels responsables foren assegurats i confirmats, sent: Ondrej Nekvasil, Eric Durst, Julian Spencer i Marco Beltrami. La producció preparatòria començà a l'Estat de Tirol a mitjans de març per un dia per a filmar escenes amb neu al glaciar Hintertux, el qual estava en condicions òptimes i tenia l'oratge més adequat.
Quasi un noranta per cent de la pel·lícula fou filmada al plató. Les intencions inicials de Bong foren que se grabara completament a Corea del Sud, però un estudi prou gran per a tindre un plató de tal escala era difícil de trobar. Per això Barrandov Studio fou utilitzat, requerint de la construcció d'una rèplica de 100 metres del tren titular. L'ús de Bong de l'estudi li va permetre a ell i al seu equip portar endavant experiments meticulosos per a elaborar un moviment perpetu situant la pel·lícula damunt d'una suspensió de Cardan gegant i giroscòpica, la qual pot rodar d'un costat a l'altre o doblar-se de manera realista, per a donar una sensació tridimensional al tren. La majoria de totes les gravacions dins el tren estan filmades de manera que les seccions de la cua estan deixades als personates en escena i el motor a la dreta; esta fou la "disciplina" que Bong volia per a "mantindre l'energia i donar a l'audiència un sentit en el qual no importa quina gravació, la gravació es mou, allí és on els personatges van".
El 14 de juliol de 2012, la fotografia principal oficialment es posà en marxa Barrandov Studios després d'una sessió de 72 dies, amb la postproducció feta a Corea de Sud i Bong començà editant la pel·lícula per al seu llançament.

### Efectes visuals
La companyia d'efectes especials elegida fou Scanline VFX.
El dissenyador d'efectes visuals Eric Durst parlà del vagó de l'aquari sent un repte per a la il·luminació, amb la diferenciació d'un ambient basat en aigua en un costat i un escenari congelat a l'altre. Durst i el seu equi, incloent el director de fotografia Alex Hong, van fer que la llum passara per safates per damunt de l'estructura de l'aquari. Durst afegí que: "Aquestes refractaren la llum cap als actors, replicant la manera que la llum reflectiria en un ambient d'aquari real." En la tasca de crear eixe món, Mark Breakspear i el seu equip en Vancouver van passar molt de temps a l'Aquari de Vancouver per a estudiar "els peixos, els ambients de llum, la manera que la llum refractava a través de l'aigua i el vidre, junt a com distorsionava els peixos al passar."

### Disseny

#### Disseny de vestuari
El dissenyador de vestuari Catherine George explicà que Mason estava inspirada inicialment en una fotografia del Smithsonian Institution que el dissenyador de producció Ondrej Nekvasil havia trobat d'un dona major entre una habitació plena de pardals morts al Museu d'Història Natural de Londres, qui era de fet una persona de la infantesa de Swinton. Al dissenyar els vestits de Mason, George trobà imatges de dones de finals de la dècada del 1960 i principis de la dècada de 1970, afegint que, "[…] un cert tipus que jo vaig recordar quan creixia que portava la seua pell per a anar al poble i em burlava de la gent que era pitjor, un poc del tipus Margaret Thatcher, de veres." George també dissenyà el tratge de Mason perquè pareguera que tinguera "la forma i estil d'un polític conservador típic" amb el morat afegint una qualitat reial a la vestimenta. George i Bong viatjaren a la llar de Swinton, a Escòcia, "amb un parell de maletes de roba, perruques i dents [postisses]" per anar provant idees.
Al crear individualitat per als passatgers de la secció de la cua del tren, George tenia els dissenys fets a partir de materials aleatoris que utilitzarien per a fer-se roba pràctica, "La roba de la secció de la cua fou formada de peces juntes de diferents prendes i els pedaços fets principalment d'això. Ells havien d'improvisar amb qualsevol material que hi haguera al tren." Per al disseny de Curtis, Bong i George volgueren que fóra anònim i alhora recognoscible. El disseny fou difícil car que George havia de limitar la massa muscular d'Evans: "Vam haver de tallar les mànigues de les capes inferiors per a fer-lo veure magre."
George dissenyà personalment els vestits de Nam i Yona, els quals porten les robes més negres i obscures. Prenent inspiració de les fotografies dels enginyers de trens de principis de l'era industrial i desl treballadors primerencs francesos dels ferrocarrils, fou dissenyat mentre mirava roba pràctiques a causa que Nam fou anteriorment un enginyer de trens abans de l'empresonament. George també dissenyà molts vestits de la secció de la cua, incloent els de Nam, utilitzant la tela japonesa Boro.
Per a crear l'abric groc i el vestit groc de Claude, George tingué en compte que el groc era el primer color en brillantor de la secció de la cua i que és el color més lluminós de l'espectre. Ella expressà: "És el color que captura la nostra atenció més que qualsevol altre i en la psicologia dels colors el groc és el color de la falta d'emocions i de compassió". Les proves amb càmera van fer-se abans de decidir els colors finals i com interactuaran.

#### Disseny de producció
El director Bong i els seus dibuixants crearen diversos elements d'art per a conceptes dels vagons del tren, guiats pel dissenyador de producció txec Ondrej Nekvasil, qui va ser dut a l'equip de producció per a ajudar realitzar eixes visions. Nekvasil aproximà l'ambient de la secció de la cua com si fóra "una vida monocromàtica i obscura", fent èmfasi a les pobres disposicions, a les quals trobà inspiració de les àrees pobres de Hong Kong i altres llocs per a posar-ho al disseny de l'escenari. Per a fer els colors aparèixer "utilitzats" i "bruts", Nekvasil i els seus companys començaren amb attrezzos colorits que foren llavats i envellits de manera forçada per a donar la sensació desitjada, alhora que creaven una història de rerefons per a justificar l'aspecte.
Quan estaven dissenyant el tren, Nekvasil i el director Bong tingueren la idea que no fóra dissenyat per una sola persona en un sol cop; la idea era que els vagons foren dissenyats en les diferents etapes de la vida de Wilford. Una altra idea fou l'escala lògica del tren en si, malgrat que Bong va pensar a fer-lo sense cap escala lògica, Nekvasil digué, " […] si es de vint peus d'ample, no pareixerà un tren." Les dimensions i les grandàries foren discutides i el disseny de la grandària fou finalment "un poc més gran que un tren típic", mentre que és prou gran per permetre espai per al moviment de la càmera dins el tren. El disseny fou difícil per les limitacions de la distància, tal com Nekvasil digué, "... l'escenari més gran que hem tingut, el qual era de 300 peus de llarg, no era prou gran perquè hi cabera tot".
En compte de confiar principalment en imatges generades per ordinador, l'equip de disseny de producció de Nekvasil construí vint-i-sis vagons de tren individuals i una suspensió de Cardan gegant giroscòpica als estudis Barrondov Studies, a Praga, per a simular el moviment de tren. El director Bong contà que el tercer dia de la filmació ja el van utilitzar i que de vegades es marejaven pels efectes realistes de la suspensió de Cardan.

### Disseny de so
L'enginyera de so Anna Behlmer, Terry Porter i Mark Holding editaren el so per a Snowpiercer, supervisats per l'editor de so Taeyoung Choi.

## Llançament
Snowpiercer va ser estrenada al centre comercial sud-coreà Times Square el 29 de juliol de 2013 a Seül, Corea del Sud, abans de ser projectada al Festival de Cinema Americà de Deauville com a pel·lícula de clausura el 7 de setembre de 2013, al Festival Internacional de Cinema de Berlín com a part complementària del Fòrum de Berlin el 7 de febrer de 2014, obrint el Festival de Cinema de Los Angeles l'11 de juny de 2014.
El 9 de novembre de 2012, The Weinstein Company adquirí els drets per a distribuir la pel·lícula de CJ Entertainment per Amèrica del Nord i el Regne Unit, Austràlia, Nova Zelanda i Sud-àfrica. Als Estats Units tardà un poc el llançament perquè Harvey Weinstein, un propietari de la The Weinstein Company, demanà que vint minuts de la filmació fóra editada i s'afegiren uns monòlegs a l'inici i final però Bong ho rebutjà. En resposta, una campanya per a demanar que la versió del director fóra llançada als Estats Units fou creada per l'activista de cinema Denise Heard-Bashur. Ocorregué que Bong tingués èxit en aconseguir que aquesta versió de la pel·lícula fóra llançada; malgrat tot la pel·lícula canvià de distribuïdors a Radius-TWC, el qual significà que la pel·lícula solament rebé un llançament limitat a cinemes d'alta cultura. El 3 de juliol de 2014, s'anuncià que a causa de les ressenyes positives la pel·lícula s'emetria en més llocs dels inicials als Estats Units.

## Banda sonora
En maig de 2012, Marco Beltrami fou contractat per a compondre la banda sonora. En gener de 2013, una cançó titulada Yona Lights fou llançada al lloc web oficial a Corea del Sud. El 12 de juliol de 2013, durant el 007 Fimucité al Festival Internacional de Música de Pel·lícules de Tenerife, unes poques cançons de les tres pel·lícules compostes per Beltrami (Snowpiercer, Soul Surfer i The Wolverine) foren seleccionades per a l'actuació.

## Recepció

### Vendes de bitllets als cinemes
Des de la seua obertura a Corea del Sud, la pel·lícula ha guanyat 86,7 milions de dòlars americans arreu del món. Fins l'abril del 2014, fou la desena pel·lícula amb més vendes a Corea del Sud amb 9.350.141 admissions. Té el rècord domèstic de ser la pel·lícula que més ràpidament ha arribat a quatre milions d'admissions dins i fora del país, arribant a tal situació el cinquè dia posterior al llançament. També té el rècord de ser la més vista en un cap de setmana (de divendres a diumenge) per a una pel·lícula sud-coreana, amb 2,26 milions d'espectadors.
La pel·lícula va obtindre un total de 171.187 dòlars en el cap de setmana d'estrena als Estats Units d'Amèrica, amb una mitjana de 21.398 dòlars per cinema. La pel·lícula va obtindre 59.802.711 dòlars americans a Corea del Sud i el mercat internacional més gran que tingué va ser la República Popular de la Xina, amb 11.100.000 dòlars.

### Crítica
Poc després del llançament, Snowpiercer va rebre crítiques universals. L'agregador de ressenyes Rotten Tomatoes informà que el 94% de crítics donaren una crítica positiva, basant-se en 233 ressenyes amb una puntuació mitjana d'un 8,1/10. El consens de lloc web afirma: "Snowpiercer ofereix un espectacle d'acció audaçment ambiciós per a l'audiència insensible als èxits de taqulla basats en efectes." Metacritic, altre agregador de ressenyes, assignà a la pel·lícula una puntuació mitjana pesada de 84 sobre 100, basant-se en 38 ressenyes de crítics generals, considerat "aclamació universal".
Chris Nashawaty d'Entertainment Weekly donà una "A" de nota, dient: "Snowpiercer et xucla al seu món estrany, nou i valent tan completament, que et deixa amb la sensació massa estranya que acabes de ser testimoni d'alguna cosa que no has vist abans... i que necessites vore altra vegada."
A. O. Scott va escriure, en la seua ressenya, "La destrucció plantària i l'extinció humana ocorrel mitja dotzena de vegades cada estiu. Rarament és tan refrescant, així i tot." Andrew Pulver de The Guardian puntuà majoritàriament de manera positiva la pel·lícula, escrivint sobre ella que "funciona brillantment, la suma de parts extremadament disparatades que sumen a una excel·lència cinemàtica." Joshua Rothkopf de Time Out New York la puntuà amb un 5/5 estrelles, dient que "sorgí d'una novel·la gràfica francesa de 1982 i portant les tensions que es filtraven en eixa era, Snowpiercer és una carrera imprudent a la bogeria conceptual —però t'agradarà igualment." Rothkopf felicita Joon-ho, afirmant que, "... Bong agarra sobre les convencions engrudoses de l'aventura post-apocalíptica amb gust. Ell serveix escenes d'acció claustrofòbiques (una filmada majoritàriament en l'obscuritat) i al·lusions messiàniques i ominoses mentre el grup de rebels avancen."
Lou Lumenick de The New York Post donà una aclamació molt alta, escrivint, "No te la perdes—és una cinematografia enormememtn divertida, amb un guió enginyós i un gran internacional repartiment d'actors." Ell afegí, "El tren bellament dissenyat és un dels més memorables en la història de la pantalla ..." David Denby de The New Yorker parlà molt bé de la pel·lícula, dient que és, "Violenta, de vegades absurda, però plena de sorpreses brillants, mentre Bong manté el centre de l'acció avançant cap al davant del tren, una fita considerable de posicionament de càmeres, caos coreografiat i edició cohesiva," i lloant el disseny de producció de Nekvasil, "Bong i [Nekvasil], els donen una sèrie de sorpreses de sibarita."
Clarence Tsui de The Hollywood Reporter va escriure una ressenya altament positiva, comentant, "Snowpiercer és encara un vehicle superior intel·lectualment i artísticament a molts thrillers d'acció futurista sobre el final-de-dies allí fora." Parlant positivament de la manera de fer pel·lícules de Bong, Tsui va escriure, "Les representacions vívides de Bong —ajudades pel disseny de producció de Ondrej Nekvasil, la fotografia de Hong Kyung-pyo i l'edició de Steve M. Choe— són excepcionals." David Thomson de The New Republic remarcà que "La cosa més enfortidor i alliberador sobre la pel·lícula de Joon-ho Bong és no solament el seu moviment líric d'avançament, sinó l'exuberància amb la qual la pel·lícula guadeix en el conflicte del seu argument." Lloa més endavant la feina de Nekvasil sobre "la progressió del disseny de les peces del set" i l'actuació de Tilda Swinton, dient que "Ella és la vida i l'ànima d'aquesta festa escandalosa, i estaràs trist per vore-la sent eliminada, no importa que les maneres horribles de Mason l'hagen guanyat." Scott Foundas de Variety va escriure: "Una èpica enormement ambiciosa, visualment imponent i ricament satisfactòria i futursta del director sud-coreà de gènere Bong Joon-ho." Foundas afegí que la banda sonora original de Beltrami estava "entre les contribucions d'art generalment impecables [a la pel·lícula]."
James Rocchi de Film.com va escriure que, "Si la pel·lícula té un element que mai flaqueja o dubta, és Evans."

## Premis guanyats i nomenats
| Premis and nominations                                     | Premis and nominations | Premis and nominations                       | Premis and nominations                                                                        | Premis and nominations      |
| Premi                                                      | Data de la cerimònia   | Categoria                                    | Qui rebé o fou nominat                                                                        | Resultat                    |
| ---------------------------------------------------------- | ---------------------- | -------------------------------------------- | --------------------------------------------------------------------------------------------- | --------------------------- |
| Aliança de Dones Periodistes de Cinema                     | 2015-1-12              | Millor actriu secundària                     | Tilda Swinton                                                                                 | Guanyador                   |
| Asia-Pacific Film Festival                                 | 2013-12-13             | Millor director                              | Bong Joon-ho                                                                                  | Guanyador                   |
| Asia-Pacific Film Festival                                 | 2013-12-13             | Millor actor secundari                       | Song Kang-ho                                                                                  | Nominat                     |
| Asia-Pacific Film Festival                                 | 2013-12-13             | Millor actriu secundària                     | Tilda Swinton                                                                                 | Nominat                     |
| Asia-Pacific Film Festival                                 | 2013-12-13             | Millor cinematografia                        | Hong Kyung-pyo                                                                                | Nominat                     |
| Asia-Pacific Film Festival                                 | 2013-12-13             | Millor edició                                | Steve M. Choe, Changju Kim                                                                    | Nominat                     |
| Asia-Pacific Film Festival                                 | 2013-12-13             | Millor disseny de producció                  | Ondrej Nekvasil                                                                               | Nominat                     |
| Asia-Pacific Film Festival                                 | 2013-12-13             | Millor disseny de so                         | Choi Tae-young                                                                                | Nominat                     |
| Asian Film Awards                                          | 2014-3-27              | Millor pel·lícula                            | Park Chan-wook, Lee Tae-hun, Jeong Tae-sung, Steven Nam                                       | Nominat                     |
| Asian Film Awards                                          | 2014-3-27              | Millor director                              | Bong Joon-ho                                                                                  | Nominat                     |
| Asian Film Awards                                          | 2014-3-27              | Millor guionista                             | Bong Joon-ho, Kelly Masterson                                                                 | Nominat                     |
| Asian Film Awards                                          | 2014-3-27              | Millor disseny de producció                  | Ondrej Nekvasil                                                                               | Nominat                     |
| Asian Film Awards                                          | 2014-3-27              | Millor disseny de disfreses                  | Catherine George                                                                              | Nominat                     |
| Austin Film Critics Association Premis                     | 2014-12-17             | Top 10 de pel·lícules                        |                                                                                               | Guanyador en segona posició |
| Baeksang Arts Awards                                       | 2014-5-27              | Millor pel·lícula                            |                                                                                               | Nominat                     |
| Baeksang Arts Awards                                       | 2014-5-27              | Millor director                              | Bong Joon-ho                                                                                  | Guanyador                   |
| Baeksang Arts Awards                                       | 2014-5-27              | Millor actriu secundària                     | Go Ah-sung                                                                                    | Nominat                     |
| Baeksang Arts Awards                                       | 2014-5-27              | Actriu més popular                           | Go Ah-sung                                                                                    | Nominat                     |
| Black Reel Awards                                          | 2015-2-22              | Actriu secundària notable                    | Octavia Spencer                                                                               | Nominat                     |
| Blue Dragon Film Awards                                    | 2013-11-22             | Millor pel·lícula                            |                                                                                               | Nominat                     |
| Blue Dragon Film Awards                                    | 2013-11-22             | Millor director                              | Bong Joon-ho                                                                                  | Guanyador                   |
| Blue Dragon Film Awards                                    | 2013-11-22             | Millor actriu secundària                     | Go Ah-sung                                                                                    | Nominat                     |
| Blue Dragon Film Awards                                    | 2013-11-22             | Millor cinematografia                        | Kyung-pyo Hong                                                                                | Nominat                     |
| Blue Dragon Film Awards                                    | 2013-11-22             | Millor disseny de producció                  | Ondrej Nekvasil                                                                               | Guanyador                   |
| Blue Dragon Film Awards                                    | 2013-11-22             | Millor en l'aspecte tècnic (edició)          | Steve M. Choe, Changju Kim                                                                    | Nominat                     |
| Blue Dragon Film Awards                                    | 2013-11-22             | Millor aspecte tècnic (efectes especials)    | Eric Durst                                                                                    | Nominat                     |
| Boston Online Film Critics Association                     | 2014-12-6              | Millor Picture                               |                                                                                               | Guanyador                   |
| Boston Online Film Critics Association                     | 2014-12-6              | Posició en llista de 10 millors pel·lícules  |                                                                                               | Guanyador                   |
| Boston Online Film Critics Association                     | 2014-12-6              | Millor actriu secundària                     | Tilda Swinton                                                                                 | Guanyador                   |
| Busan Film Critics Awards                                  | 2013-11-1              | Millor guió                                  | Bong Joon-ho, Kelly Masterson                                                                 | Guanyador                   |
| Central Ohio Film Critics Association                      | 2015-1-8               | Millor Film                                  |                                                                                               | Guanyador en segona posició |
| Central Ohio Film Critics Association                      | 2015-1-8               | Millor guió                                  | Bong Joon-ho, Kelly Masterson                                                                 | Guanyador en segona posició |
| Central Ohio Film Critics Association                      | 2015-1-8               | Millor actriu secundària                     | Tilda Swinton                                                                                 | Guanyador                   |
| Central Ohio Film Critics Association                      | 2015-1-8               | Actor de l'any                               | Tilda Swinton (també per The Grand Budapest Hotel, Only Lovers Left Alive i The Zero Theorem) | Guanyador en segona posició |
| Chicago Film Critics Association                           | 2014-11-15             | Millor direcció artística                    | Ondrej Nekvasil                                                                               | Nominat                     |
| Critics' Choice Movie Awards                               | 2015-1-15              | Millor pel·lícula de ciència-ficció o terror |                                                                                               | Nominat                     |
| Critics' Choice Movie Awards                               | 2015-1-15              | Millor actriu secundària                     | Tilda Swinton                                                                                 | Nominat                     |
| Critics' Choice Movie Awards                               | 2015-1-15              | Millor direcció artística                    | Ondrej Nekvasil, Beatrice Brentnerova                                                         | Nominat                     |
| Detroit Film Critics Society                               | 2014-12-19             | Millor actriu secundària                     | Tilda Swinton                                                                                 | Nominat                     |
| Director's Cut Awards                                      | 2014-8-15              | Millor director                              | Bong Joon-ho                                                                                  | Guanyador                   |
| Dorian Awards                                              | 2015-3-1               | Pel·lícula no cantada de l'any               |                                                                                               | Nominat                     |
| Dorian Awards                                              | 2015-3-1               | Pel·lícula visualment esbalaïdora de l'any   |                                                                                               | Nominat                     |
| Georgia Film Critics Association                           | 2015-1-9               | Millor pel·lícula                            |                                                                                               | Nominat                     |
| Georgia Film Critics Association                           | 2015-1-9               | Millor actriu secundària                     | Tilda Swinton                                                                                 | Guanyador                   |
| Georgia Film Critics Association                           | 2015-1-9               | Millor guió adaptat                          | Bong Joon-ho, Kelly Masterson, Jacques Lob, Benjamin Legrand, Jean-Marc Rochette              | Nominat                     |
| Georgia Film Critics Association                           | 2015-1-9               | Millor disseny de producció                  | Ondrej Nekvasil, Catherine George                                                             | Nominat                     |
| Gold Derby Film Premis                                     | 2015-2-19              | Millor actriu secundària                     | Tilda Swinton                                                                                 | Nominat                     |
| Gold Derby Film Premis                                     | 2015-2-19              | Millor disseny de producció                  | Ondrej Nekvasil                                                                               | Nominat                     |
| Golden Tomato Awards                                       | 2015-1-6               | Millor pel·lícula de llançament limitat      |                                                                                               | Guanyador en segona posició |
| Golden Tomato Awards                                       | 2015-1-6               | Millor pel·lícula basada en un còmic         |                                                                                               | Guanyador                   |
| Gotham Awards                                              | 2014-12-1              | Premi tribut                                 | Tilda Swinton (també per Only Lovers Left Alive i Grand Budapest Hotel)                       | Guanyador                   |
| Grand Bell Awards                                          | 2013-11-1              | Millor pel·lícula                            |                                                                                               | Nominat                     |
| Grand Bell Awards                                          | 2013-11-1              | Millor director                              | Bong Joon-ho                                                                                  | Nominat                     |
| Grand Bell Awards                                          | 2013-11-1              | Millor guió                                  | Bong Joon-ho, Kelly Masterson                                                                 | Nominat                     |
| Grand Bell Awards                                          | 2013-11-1              | Millor actriu secundària                     | Go Ah-sung                                                                                    | Nominat                     |
| Grand Bell Awards                                          | 2013-11-1              | Millor cinematografia                        | Hong Kyung-pyo                                                                                | Nominat                     |
| Grand Bell Awards                                          | 2013-11-1              | Millor edició                                | Steve M. Choe, Changju Kim                                                                    | Guanyador                   |
| Grand Bell Awards                                          | 2013-11-1              | Millor direcció artística                    | Ondrej Nekvasil                                                                               | Guanyador                   |
| Iowa Film Critics                                          | 2015-1-6               | Millor actriu secundària                     | Tilda Swinton                                                                                 | Guanyador en segona posició |
| Houston Film Critics Society                               | 2014-12-23             | Millor actriu secundària                     | Tilda Swinton                                                                                 | Nominat                     |
| Premis de la International Cinephile Society               | 2014-2-23              | Millor pel·lícula no llançada el 2013        |                                                                                               | Guanyador                   |
| Premis de la International Cinephile Society               | 2015-2-20              | Millor actriu secundària                     | Tilda Swinton                                                                                 | Guanyador en segona posició |
| Premis de la International Cinephile Society               | 2015-2-20              | Millor guió adaptat                          | Bong Joon-ho, Kelly Masterson                                                                 | Nominat                     |
| Premis de la International Cinephile Society               | 2015-2-20              | Millor disseny de producció                  | Ondrej Nekvasil                                                                               | Nominat                     |
| Premis de Las Vegas Film Critics Society                   | 2014-12-18             | Llista de les 10 millors pel·lícules         |                                                                                               | Guanyador                   |
| Premis de Las Vegas Film Critics Society                   | 2014-12-18             | Millor actriu secundària                     | Tilda Swinton                                                                                 | Guanyador                   |
| Los Angeles Film Critics Association                       | 2014-12-7              | Millor disseny de producció                  | Ondrej Nekvasil                                                                               | Guanyador en segona posició |
| National Board of Review Awards                            | 2015-1-6               | Top 10 pel·lícules independents              |                                                                                               | Guanyador                   |
| North Carolina Film Critics Association                    | 2015-1-5               | Millor actriu secundària                     | Tilda Swinton                                                                                 | Nominat                     |
| North Carolina Film Critics Association                    | 2015-1-5               | Millor guió adaptat                          | Bong Joon-ho, Kelly Masterson                                                                 | Nominat                     |
| Online Film Critics Society                                | 2014-12-15             | Millor actriu secundària                     | Tilda Swinton                                                                                 | Nominat                     |
| Online Film Critics Society                                | 2014-12-15             | Millor guió adaptat                          | Bong Joon-ho, Kelly Masterson                                                                 | Nominat                     |
| Online Film & Television Association                       | 2015-2-8               | Millor actriu secundària                     | Tilda Swinton                                                                                 | Nominat                     |
| Online Film & Television Association                       | 2015-2-8               | Millor guió adaptat                          | Bong Joon-ho, Kelly Masterson                                                                 | Nominat                     |
| Online Film & Television Association                       | 2015-2-8               | Millor disseny de producció                  | Ondrej Nekvasil                                                                               | Nominat                     |
| Phoenix Film Critics Society                               | 2014-12-16             | Pel·lícula passada per alt de l'any          |                                                                                               | Nominat                     |
| Phoenix Film Critics Society                               | 2014-12-16             | Millor disseny de producció                  | Ondrej Nekvasil                                                                               | Nominat                     |
| San Francisco Film Critics Circle                          | 2014-12-14             | Millor actriu secundària                     | Tilda Swinton                                                                                 | Nominat                     |
| San Francisco Film Critics Circle                          | 2014-12-14             | Millor guió adaptat                          | Bong Joon-ho, Kelly Masterson                                                                 | Nominat                     |
| San Francisco Film Critics Circle                          | 2014-12-14             | Millor disseny de producció                  | Ondrej Nekvasil                                                                               | Nominat                     |
| Satellite Awards                                           | 2015-2-15              | Millor actriu secundària                     | Tilda Swinton                                                                                 | Nominat                     |
| Satellite Awards                                           | 2015-2-15              | Millor so                                    | Anna Behlmer, Mark Holding, Taeyoung Choi, Terry Porter                                       | Nominat                     |
| Satellite Awards                                           | 2015-2-15              | Millors efectes visuals                      | Eric Durst                                                                                    | Nominat                     |
| Saturn Awards                                              | 2015-6-25              | Millor pel·lícula d'acció o aventures        |                                                                                               | Nominat                     |
| Southeastern Film Critics Association                      | 2014-12-23             | Top 10 pel·lícule                            |                                                                                               | Guanyador                   |
| Southeastern Film Critics Association                      | 2014-12-23             | Millor actriu secundària                     | Tilda Swinton                                                                                 | Guanyador en segona posició |
| St. Louis Gateway Film Critics Association                 | 2014-12-15             | Millor direcció artística                    | Ondrej Nekvasil                                                                               | Nominat                     |
| Toronto Film Critics Association                           | 2014-12-16             | Millor actriu secundària                     | Tilda Swinton                                                                                 | Guanyador en segona posició |
| South Korean Film Critics Awards                           | 2013-11-18             | Millor pel·lícula                            |                                                                                               | Guanyador                   |
| South Korean Film Critics Awards                           | 2013-11-18             | Millor director                              | Bong Joon-ho                                                                                  | Guanyador                   |
| South Korean Film Critics Awards                           | 2013-11-18             | Millor cinematografia                        | Hong Kyung-pyo                                                                                | Guanyador                   |
| Festival de Cinema de Sydney                               | 2014-6-15              | Millor pel·lícula                            |                                                                                               | Nominat                     |
| Utah Film Critics Association                              | 2014-12-17             | Millor actriu secundària                     | Tilda Swinton                                                                                 | Guanyador en segona posició |
| Utah Film Critics Association                              | 2014-12-17             | Millor guió adaptat                          | Bong Joon-ho, Kelly Masterson (empatat amb Paul Thomas Anderson per Inherent Vice             | Guanyador                   |
| Premis de la Washington D.C. Area Film Critics Association | 2014-12-8              | Millor actriu secundària                     | Tilda Swinton                                                                                 | Nominat                     |
| Premis de la Washington D.C. Area Film Critics Association | 2014-12-8              | Millor direcció artística                    | Ondrej Nekvasil, Beatrice Brentnerova                                                         | Nominat                     |
| World Soundtrack Awards                                    | 2014-10-25             | Millor compositor de l'any                   | Marco Beltrami                                                                                | Nominat                     |
| Village Voice Film Poll                                    | 2015-2-8               | Millor actriu secundària                     | Tilda Swinton                                                                                 | Guanyador en segona posició |

### Posició a llistes de millors pel·lícules de crítics
A més de diversos premis guanyats i nominats, Snowpiercer ha aparegut a diverses llistes de crítics de millors pel·lícules del 2014.
- 1era – Andrew Wright, The Parallax View[188]
- 1era – Alci Rengifo, The Corsair[189]
- 1era – Glenn Lovell, CinemaDope[190]
- 1era – Devin Faraci, Badass Digest[191]
- 2a – Sherilyn Connelly, The Village Voice[192]
- 3a – Borys Kit, The Hollywood Reporter[193]
- 3a – Peter Hartlaub, The San Francisco Chronicle[194]
- 3a – Noel Murray, The Dissolve[195]
- 4a – Randy Myers, The San Jose Mercury News[196]
- 4a – Kimberley Jones, The Austin Chronicle[197]
- 5a – Clint O'Connor, The Plain Dealer[198]
- 5a – Tom Brueggemann, Thompson on Hollywood[199]
- 5a – Linda Barnard, Toronto Star[200]
- 5a – Perri Nemiroff, Collider[201]
- 6a – Matt Brennan, Thompson on Hollywood[202]
- 6a – Marc Savlov, The Austin Chronicle[203]
- 7a – Richard Lawson, Vanity Fair[204]
- 7a – Andrew O'Hehir, Salon[205]
- 7a – Matt Goldberg, Collider[206]
- 7a – Mark Olsen, The LA Times[207]
- 7a – Marlow Stern, The Daily Beast[208]
- 7a – Liam Lacey, The Globe and Mail[209]
- 7a – Sean P. Means, The Salt Lake Tribune[210]
- 8a – Joshua Rothkopf, Time Out New York[211]
- 8a – Chris Nashawaty, Entertainment Weekly[212]
- 8a – J. Hoberman, Artforum[213]
- 8a – Yahoo![214]
- 8a – The Playlist[215]
- 8a – Rene Rodriguez, The Miami Herald[216]
- 8a – Angie Han, Slashfilm[217]
- 8a – Germain Lussier, Slashfilm[218]
- 9a – Drew McWeeny, HitFix[219]
- 9a – Norman Wilner, Now[220]
- 9a – Brian Miller, The Seattle Weekly[221]
- 10a – Jason Bailey, Flavourwire[222]
- 10a – Mike D'Angelo, The A.V. Club[223]
- 10a – Melissa Wellham, BMA Magazine[224]
- 10a – William Bibbiani, CraveOnline[225]
- 10a – Marjorie Baumgarten, The Austin Chronicle[226]
- 10a – Devindra Hardawar, Slashfilm[227]
- Top 10 – David Denby,The New Yorker[228]
- Top 10 – iTunes[229]
- Top 10 – Claudia Puig,USA Today[230]
- Top 10 – Devin D. O’Leary,Weekly Alibi[231]

## Sèrie de televisió
Un episodi pilot per a Snowpiercer va ser demanat des de Tomorrow Studios pel canal de televisió de servei bàsic de cable TNT en novembre de 2015, amb Josh Friedman com a show runner, Scott Derrickson com a director i els productor executiu Friedman and Becky Clements de Tomorrow Studios i Bong, Park Chan-wook, Lee Tae-hun i Dooho Choi de la pel·lícula original. TNT subseqüentment demanà guions addicionals per a una sèrie el gener de 2018. Més tard eixe mes, fonts pròximes a producció informaren que Friedman ja no estava al càrrec de la producció, citant diferències creatives entre Friedman i TNT. El febrer de 2018, Graeme Manson fou anunciat com al nou show runner. Després de les diferències d'opinió respecte contractar Manson, Derrickson se'n va anar del projecte al principi de juliol de 2018; James Hawes va ser incorporat com el seu substitut, per a dirigir i servir com a co-productor junt Manson.
En maig de 2017, va ser anunciat que Daveed Diggs faria el paper de Layton Well, i que Scott Derrickson seria el director i el productor executiu del pilot. Més notícies del repartiment de juny de 2017 presentaren que Jennifer Connelly i Mickey Sumner tindrien papers. Connelly està projectat que actue com a Melanie Cavilli, un passatger d'elit també conegut com la "Veu del Tren", qui dona anuncis públics pel tren; mentre la majoria de les elits ignora els passatgers de classe més baixa, Cavilli és fascinat per ells. Se li afegiran Annalise Basso, Sasha Frolova, Alison Wright i Benjamin Haigh. Altres actors confirmats en són: Susan Park, Katie McGuinness, Sam Otto, Roberto Urbina, Sheila Vand i Lena Hall.
La producció començà el setembre de 2017.
Segons Diggs, la sèrie se centrarà més en la configuració del món de Snowpiercer, com la política que havia sigut mostrada de manera suggerida en la pel·lícula, com els mecanismes del tren, amb el format televisiu que els dona més temps per a explorar aquests aspectes.
La sèrie serà transmitida als Estats Units a TNT, mentre que Netflix adquirí els drets per a la distribució internacional en juliol de 2018.